# Cese di Montefortino
Cese di Montefortino (Villa Cese) è una frazione del comune di Montefortino in  provincia di Fermo, nelle Marche.
Conta 7 abitanti (al 25 gennaio 2016) ed è situata in zona collinare (650 m s.l.m.) in prossimità del Parco nazionale dei Monti Sibillini.

## Storia
Il nome Cese, toponimo frequentemente diffuso fra le frazioni dei vari comuni della zona (come ad esempio nel comune di Amandola, di Sarnano e di Montemonaco) deriva dal latino caesa participio di caedere, ovvero tagliare, ed indicava un appezzamento di terreno dedicato al taglio della legna. La stessa etimologia e significato li si ritrovano ancor oggi nella terminologia bosco ceduo.
Una teoria (poco supportata da prove scientifiche) di Giuseppe Matteucci, presidente dell'associazione "La Cerqua Sacra" di Montefortino, esposta nel suo sito cerquasacra.mysite.com, attribuisce a Cese un'origine celtica, distorcendo l'etimologia del suo nome da "tagliato" a "bosco tagliato" a "bosco sacro tagliato" per arrivare infine a "bosco sacro celtico tagliato", mettendo queste aggiunte arbitrarie al significato del nome. La sua teoria si basa sulla presenza, nella frazione, di una piccola chiesa dedicata alla Madonna della Quercia. Secondo la sua ipotesi le chiese di questo tipo si trovano tutte nei luoghi dove hanno vissuto i Celti e dove di conseguenza la quercia era sacra. Per accreditare le teoria della "celticità" di Cese riporta inoltre che nella frazione c'è un appezzamento di terreno denominato "Croce di Maggio" ricollegandolo alla festa del Calendimaggio, identificata con la celtica Beltaine (v. "Lunario" di Alfredo Cattabiani). Ulteriore presunta prova di "celticità" è un altro appezzamento di terreno che si chiama "Sotto l'Are", il quale toponimo viene ricondotto a presunti Menhir che in passato erano nella zona (v. "Miti, leggende e superstizioni dell'Abruzzo" di Giovanni Pansa).

## Terremoto del 2016
Un violento terremoto di magnitudo momento 6,0 la notte del 24 agosto colpì l'area di Accumoli, Amatrice ed Arquata del Tronto, causando danni anche alla frazione di Cese di Montefortino. Maggiori danni furono provocati con le successive scosse di magnitudo 5,4 e 5,9 verificatesi il 26 ottobre con epicentro a Castelsantangelo sul Nera e Ussita. Il 30 ottobre la scossa più forte di magnitudo 6,5 con epicentro a Norcia danneggiò severamente la frazione provocando crolli, oltre che alle abitazioni, anche alla  chiesa della Madonna della Cerqua e al suo campanile.

## Luoghi di interesse

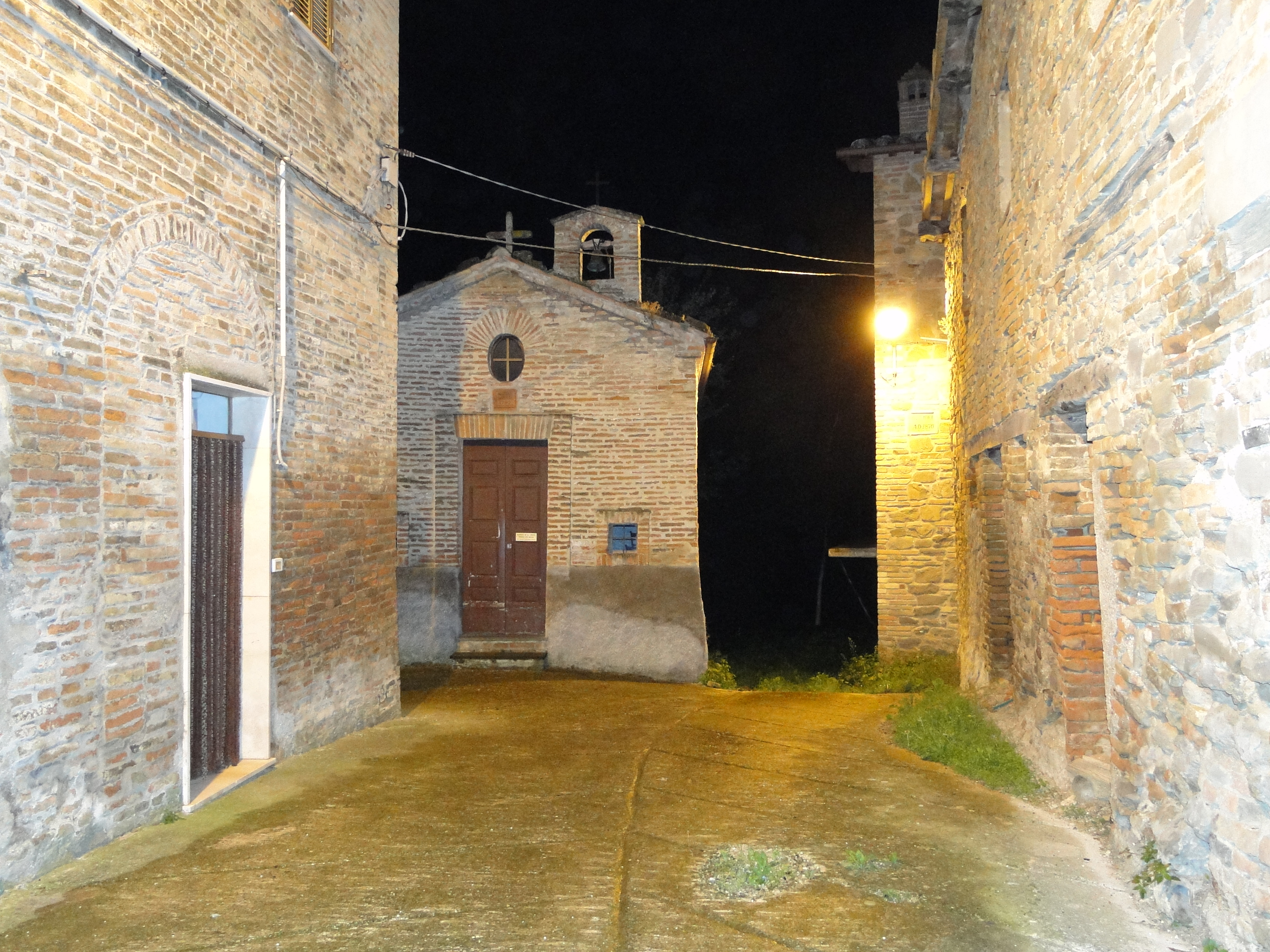
Madonna della Cerqua

Chiesuola della "Madonna della Cerqua" (nel dialetto sibillino "Cchisòla de la Madonna de la Cerqua").
.

## Flora e fauna

### Flora
- Orchidee (Orchidaceae)
- Castagno (Castanea sativa)
- Faggio (Fagus)
- Acero bianco (Acer)
- Pioppo (Populus)
- Quercia (Quercus)
- Noce (Juglans regia)
- Ranuncolo (Ranunculus)

### Fauna

#### Mammiferi
- Capriolo (Capreolus capreolus)
- Lupo (Canis lupus)
- Gatto selvatico (Felis silvestris)
- Riccio (Erinaceus europaeus)
- Tasso (Meles meles)
- Volpe (Vulpes vulpes)
- Camoscio d'Abruzzo (Rupicapra pyrenaica ornata), recentemente reintrodotto.
- Lepre (Lepus europaeus)
- Scoiattolo (Sciurus vulgaris)
- Ghiro (Glis glis)
- Istrice (Hystrix cristata)
- Pipistrello (Chiroptera), in dialetto "spiritillu"

#### Uccelli
- Falco pellegrino (Falco peregrinus)
- Gheppio (Falco tinnunculus)
- Poiana (Buteo buteo)
- Civetta (Athene noctua)
- Picchio verde (Picus viridis)

#### Rettili
- Biscia dal collare barrata (Natrix helvetica)
- Vipera (Vipera aspis)
- Orbettino italiano (Anguis veronensis)